# Louise Miller
Louise Ann Miller, född den 9 mars 1960 i Saffron Walden, Essex, England, är en före detta engelsk höjdhoppare. Hon tävlade för Storbritannien vid Olympiska sommarspelen 1980, då hon vid 20 års ålder kom på 11:e plats med en hopp på 1,85 meter. Det personliga rekordet på 1,94 meter sattes också 1980.